# غاري ديفيد غولدبرغ
غاري ديفيد غولدبرغ (بالإنجليزية: Gary David Goldberg)‏ هو منتج تلفزيوني وكاتب وكاتب سيناريو ومنتج أفلام ومخرج أمريكي، ولد في 25 يونيو 1944 في بروكلين في الولايات المتحدة، وتوفي في 22 يونيو 2013 في مونتيسيتو في الولايات المتحدة.

## وصلات خارجية
- غاري ديفيد غولدبرغ على موقع IMDb (الإنجليزية)
- غاري ديفيد غولدبرغ على موقع ألو سيني (الفرنسية)
- غاري ديفيد غولدبرغ على موقع أول موفي (الإنجليزية)
- غاري ديفيد غولدبرغ على موقع قاعدة بيانات الأفلام السويدية (السويدية)
- غاري ديفيد غولدبرغ على موقع قاعدة بيانات الفيلم (الإنجليزية)
- غاري ديفيد غولدبرغ على موقع كينوبويسك (الروسية)